# Гальбаторикс
Гальбато́рикс (англ. Galbatorix) — антагонист в тетралогии «Наследие» Кристофера Паолини. Он — очень сильный Драконий Всадник, возможно, самый сильный персонаж. Кроме того, он — король большей части Алагейзии (известной под названием Империя). Примечательно, что в первых трёх книгах Гальбаторикс так и не появился лично, предпочитая действовать через своих прислужников (Дурза, раззаки, Муртаг). Однако в последней, четвёртой книге, он все же появится лично. Нужно также отметить, что в Галлии «рикс» в конце имени означает «король» (например, Верцингеторикс).
В фильме Эрагон роль Гальбаторикса исполняет актёр Джон Малкович. По оценкам критиков, работа Малковича в этом фильме может быть отнесена к одному из лучших изображений магов в кинематографе.

## История
Гальбаторикс родился в период наивысшего могущества Драконьих Всадников в провинции Инзильбет (в книге «Эрагон» упоминается, что этой провинции более не существует, но не поясняется, почему). В десять лет, согласно обычаю, он был подвергнут испытанию, выявившему невиданную магическую силу молодого Гальбаторикса. После этого он был принят в ряды Всадников и быстро занял в нём подобающее место благодаря своей силе и острому уму.
Вскоре после завершения обучения Гальбаторикс и двое его приятелей предприняли путешествие на север, в населённые ургалами районы. Там ургалы устроили им засаду, и в схватке погибли друзья Гальбаторикса вместе со своими драконами, а дракониха Гальбаторикса получила смертельную рану.
Гальбаторикс почти сошел с ума от горя и долго скитался по диким землям, бросая вызов самым ужасным монстрам, которые вскоре при виде его стали спасаться бегством. Постепенно Гальбаториксом овладела навязчивая идея, что Всадники обязаны дать ему нового дракона, и он пустился в путь обратно на юг. Путь был долог, еды он находил мало, и Гальбаторикс чуть не умер от голода. Какой-то фермер нашёл его лежащим без чувств в грязи и сообщил Всадникам.
Гальбаторикса доставили в Илирию и вылечили его тело, не ведая, что пострадала главным образом душа. Представ перед Старейшинами Ордена, Гальбаторикс потребовал дать ему нового дракона, в чём ему было отказано (ведь первый погиб по его вине). Гальбаторикс возненавидел Всадников и решил уничтожить Орден. Он привлёк одного из Всадников на свою сторону, и вместе они убили одного из Старейшин, после чего Гальбаторикс почему-то расправился и со своим союзником, а затем бежал в дикие края.
Согласно летоисчислению гномов, начиная с 7886 года от сотворения мира, Гальбаторикс начал свой кровавый путь к власти. Судьба свела Гальбаторикса с Морзаном — сильным, но не очень умным Всадником. Морзан стал его помощником, благодаря ему Гальбаторикс выкрал из Илирии новорождённого дракона (Морзан убил Всадника, которого выбрал этот дракон), и оба злодея вновь бежали в дикие земли и стали набираться сил.
Когда новый дракон Гальбаторикса, Шрюкн, вырос, а Морзан научился чёрной магии, Гальбаторикс со своим последователем вновь явили себя миру. Период, начавшийся с 7896 года, получил название, «Падение Драконих Всадников». Вместе они одолели немало Всадников, и с каждым новым убийством их сила росла. Двенадцать Всадников присоединились к ним добровольно (они да ещё Морзан и стали называться Чёртовой Дюжиной или Проклятыми). Этот отряд был очень силён, им удалось победить эльфов (Битва при Илирии) и гномов, а Гальбаторикс сместил короля Броддринга, Ангреноста, и присвоил его титулы.
Но предводитель всадников, Враиль, ещё не был побеждён. В битве при Дору Арибе он победил Гальбаторикса, но не решился нанести ему смертельный удар. А Гальбаторикс исподтишка нанёс ему тяжкую рану в бок. Враиль бежал на гору Утгард, где находился бастион Эдоксиль, но Гальбаторикс нашёл его и вызвал на поединок, во время которого нанёс ему запретный удар в пах. Враиль рухнул на землю, и Гальбаторикс отсёк ему голову. Смерть Враиля стала кульминацией эры «Падения Драконьих Всадников», которая закончилась в 7900 году
И тут его обуяла жажда власти, и он провозгласил себя правителем всей Алагейзии. С тех пор — а было это почти за сто лет до рождения Эрагона — король Гальбаторикс правит Империей (так стали называться захваченные им земли).
Через три года после падения Драконьих Всадников (в 7903 году), бывшему Драконьему Всаднику Брому с помощью Джоада удалось украсть яйцо дракона, из которого впоследствии вылупилась Сапфира — дракон Эрагона.

## Смерть
В четвёртой книге Эрагон с помощью заклятья заставляет Гальбаторикса чувствовать всю ту боль, которую когда-либо причинил другим. Затем, не сумев справиться с этой болью, Гальбаторикс превратил своё тело в энергию и устроил чудовищный взрыв, точно такой же, что был на Вренгарде.

## Гальбаторикс в тетралогии «Наследие»
В первых трёх книгах Гальбаторикс не появляется. О нём упоминают различные персонажи, как сторонники, так и противники. Является королём созданной им самим Империи, занимающей всю Алагейзию, за исключением леса Дю Вальденварден и южных земель, принадлежащих государству Сурда. Является главным противником Эрагона, варденов, эльфов и других. Появляется в четвёртой книге, где и погибает,покончив жизнь самоубийством.